# Catapsephis
Catapsephis là một chi bướm đêm thuộc họ Crambidae.